# Дитя слонової кістки
"Дитя зі слонової кістки" (англ. The Ivory Child) — пригодницько-фентезійний роман британського письменника Генрі Райдера Гаґґарда, частина серії пригод Алана Квотермейна.

## Зміст
Події починаються 1874 року. Розповідь ведеться від англійця Алана Квотермейна, який прибуває до Англії. Тут знайомиться через свого приятеля Скрупа з лордом Рандаллом та його майбутньою дружиною. Показавши свої мисливські навички та вміння, Квотермейн товаришує з лордом. В цей час до Квотермейна, якого в Африці звуть Макумазана, приходять представники африканського племені Білого Кенда. Вони просять допомогли проти племені Чорного Кенда, які використовують злого духа. Цей дух мешкає у величезному слоні. Згодом рятує наручену лорда від викрадення Білими Кенда.
Пройшло 2 роки з моменту подій, протягом яких Квотермейн займався золотом. Невдовзі до нього приїздить Рандалл, який повідомляє про зникнення дружини під час подорожі Єгиптом. Разом з лордом Алан вирішує мандрувати до Білих Кенда, оскільки дружина Рандалла часто їх згадувала. Вони вимушено беруть участь у битві між Білими та Чорними Кенда на боці перших. В подальшому виявляється, що Білі Кенда є нащадками стародавніх єгиптян, а дружина Рандалла знаходиться у них. Вона стала новою жрицею-оракулом Дитя зі слонової кістки, якому поклонялися Білі Кенда. Вона під чарами і нікого не пам'ятає.
Зрештою Білі Кенда за допомогою англійців та магії Дитя зі слонової кістки беруть гору над Черними Кенда, вождь яких Сімба та дух-слон Джана гинуть. Але водночас Дитя зі слонової кістки в ході бою також розбивається. Все це знімає чари з дружини лорда. Рандалл з дружиною повертається до Великої Британії, а Алан Квотермейн — до свого будинку.